# رضا علي
رضا علي (10 نيسان/أبريل 1929 - 6 نيسان/أبريل 2005 ) مغني وملحن عراقي مواليد منطقة الشواكة ببغداد من اصول كردية فيلية.

## حياته
درس في معهد الفنون الجميلة قسم التمثيل والاخراج المسرحي، لكنه تخصص في الموسيقى والالحان، ودخل الإذاعة أيام (عمو زكي) و(محمد كريم)، وقدم أروع الالحان لكثير من العراقيين والعرب مثل عفيفة اسكندر، مائدة نزهت،هيفاء حسين، فائزة أحمد، نرجس شوقي، سميرة توفيق، فهد بلان، راوية، نهاوند، فؤاد حجازي، نازك، زينة التونسية وغيرهم.
شارك في فلم (ارحموني) الذي أخرجه حيدر العمر، وغنى فيه أوبريت بغداد (محلى وادينا وجماله). شارك في الكثير من المهرجانات والمؤتمرات الموسيقية العربية والدولية حتى انه عرف باسم سفير الغناء العراقي بدء التلحين بشكل احترافي حيث سجلت له في عام 1949 باغنية حبك حيرني. وانتشر في الخمسينات ومن أشهر اغانيه سمر سمر وتفرحون افرحلكم وعلى باب الحلو جينا وغيرها اسمه الحقيقي علي رضا وقد قلبه لرفض اهله ان يعمل بالتلحين والغناء كان مطاردا احيانا من النظام السابق فاضطر للرحيل عن العراق لفترة.

## وصلات خارجية
- رضا علي على موقع قاعدة بيانات الأفلام العربية